# Maria Antònia Oliver i Cabrer
Maria Antònia Oliver i Cabrer (Manacor, Illes Balears, 4 de desembre del 1946 - Sencelles, 10 de febrer de 2022) fou una escriptora mallorquina en llengua catalana. Resident a Barcelona des del 1969, és coneguda per la seva producció novel·lística i de narrativa breu, traduccions al català i castellà, assaig literari, literatura infantil, dramatúrgia i guionatge. El 2016 va guanyar el Premi d'Honor de les Lletres Catalanes.

## Biografia
Escriptora capdavantera de la generació literària dels 70, s'inicià en la literatura amb novel·les centrades en la problemàtica de les transformacions de la societat a Mallorca, amb una base rondallística, fantàstica i onírica.
La seva narrativa és variada i dona un protagonisme especial a la dona. Va publicar unes onze novel·les. Una de les seves produccions més destacades és dins el camp de la novel·la negra, en què produeix la sèrie de la detectiva mallorquina fincada a Barcelona, la Lònia Guiu, i que toca temes de crítica social en un ambient trepidant. També en el camp de la crítica social, una de les seves obres més poderoses és Joana E. (1992), amb la qual guanyà el Premi Prudenci Bertrana i que toca el tema dels canvis socials en la postguerra amb la història de Joana, una dona mallorquina que l'autora va conèixer el 1979, i que retrata la societat mallorquina de l'època.
En el camp de la narrativa breu, va formar part del col·lectiu Ofèlia Dracs i va fer sis reculls de narrativa breu, un dels quals és el volum L'illa i la dona (2003), amb una selecció d'obres anteriors.
Ha col·laborat en publicacions com ara El Correo Catalán, Serra d'Or, Canigó, Cairell, Amb Potes Rosses, Diari de Barcelona i l'Avui. En col·laboració amb el fotògraf Toni Catany publicà el llibre reportatge Les illes (1975). Com a traductora d'anglès, francès i italià, ha traduït al català obres de Virginia Woolf, Robert Louis Stevenson, Mark Twain i Herman Melville (la seva versió de Moby Dick mereixé el Premi Literatura Catalana de la Generalitat el 1985), entre d'altres, i també ha traduït obres al castellà. Les seves obres, al seu torn, han estat traduïdes a l'alemany, anglès, castellà, francès, italià, neerlandès i portuguès.
Va morir el 10 de febrer de 2022, a l'edat de 75 anys,

## Obres

### Novel·les
- Cròniques d'un mig estiu. Barcelona: Club Editor, 1970.
- Cròniques de la molt anomenada ciutat de Montcarrà. Barcelona: Edicions 62, 1972.
- El vaixell d'Iràs i no Tornaràs. Barcelona: Laia, 1976; Barcelona: La Magrana, 1990.
- Punt d'arròs. Barcelona: Galba Edicions, 1979; Barcelona: Kapel, 1985; Barcelona: Edicions 62, 1996.
- Crineres de foc. Barcelona: Laia, 1985; Barcelona: Edicions 62, 2002. (finalista del Premi Sant Jordi 1984).
- Estudi en lila. Barcelona: La Magrana, 1985. Sèrie detectivesca de la Lònia Guiu.
- Antípodes. Barcelona: La Magrana, 1988. Sèrie detectivesca de la Lònia Guiu.
- Joana E. Barcelona: Edicions 62, 1992; Barcelona: Col·lecció Quinze Grans Èxits AIE, 1993. (Premi Prudenci Bertrana 1991).
- El sol que fa l'ànec. Barcelona: La Magrana, 1994. Sèrie detectivesca de la Lònia Guiu.
- Amor de cans. Barcelona: Edicions 62, 1995. (Premi Ciutat de Palma-Llorenç Villalonga de novel·la 1994).
- Tallats de lluna. Barcelona: Edicions 62, 2000.

### Narrativa breu
- Coordenades espaitemps per guardar-hi les ensaïmades. Barcelona: Pòrtic, 1975; Barcelona: Edicions 62, 1995.
- Figues d'un altre paner. Palma: Ed. Moll, 1979.
- El Pacaticú. Barcelona: Publicacions de l'Abadia de Montserrat, 1988.
- Tríptics. Barcelona: Edicions 62, 1989.
- L'illa i la dona. Trenta-cinc anys de contes. Barcelona: Edicions 62, 2003 (selecció d'algunes obres anteriors).
- Colors de mar. Barcelona: Proa, 2007.

Amb el col·lectiu Ofèlia Dracs, narracions dins dels següents reculls de contes:
- Lovecraft, Lovecraft. Barcelona: Edicions 62, 1981. Gènere terror.
- Negra i consentida. Barcelona: Laia, 1983. Gènere detectivesca.
- Essa Efa. recull de contes intergalàctics. Barcelona: Laia, 1985; Barcelona: Edicions 62, 1996. Gènere ciència-ficció.
- Boccato di cardinali. València: Tres i Quatre, 1985. Temàtica gastronòmica.
- Misteri de reina. València: Tres i Quatre, 1994.
- Dones soles: 14 contes. Barcelona: Planeta, 1995 (antologia).

### Narrativa infantil i juvenil
- Margalida perla fina. Barcelona: Publicacions de l'Abadia de Montserrat, 1985.

### Teatre
- Negroni de ginebra. Estrena. Zitzània Teatre, Terrassa, 1991.
- Negroni de ginebra. Barcelona: Edicions 62, 1993.
- La dida. Palma: Editorial Moll, 1996 (adaptació teatral de l'obra de Salvador Galmés).

### Guions de ficció difosos
- Muller qui cerca espill. Circuit català de Televisió Espanyola, emès el 1980 a l'espai "Lletres Catalanes".
- Vegetal. Circuit català de Televisió Espanyola, emès en quatre capítols l'any 1980 a l'espai "Novel·la".
- Vegetal i Muller qui cerca espill. Barcelona: Hogar del Libro, 1982.
- Que patines, Laura? Televisió de Catalunya: 1987.
- Estudi en lila. Catalunya Ràdio: 1988-89.
- La vident. Televisió de Catalunya: 1990.
- Sagitari. TVC: 1999.
- Capità Escalaborns (amb Carles Benpar). Cinema: Swann Europea i TV3, 1990 (llargmetratge).

### Traduccions
Al castellà
- Mario Baratto: Teatro y luchas sociales [amb Jaume Fuster]. Barcelona: Península, 1971.
- Charles Darwin: Teoría de la evolución [amb Jaume Fuster]. Barcelona: Península, 1971.
- Natàlia Ginzburg: Nunca me preguntes [amb Jaume Fuster]. Barcelona: Dopesa, 1974.
- Lenin: Escritos sobre la literatura [amb Jaume Fuster]. Barcelona: Península, 1975.
- Vladímir Maiakovski: Poesía y revolución [amb Jaume Fuster]. Barcelona: Península, 1971.
- Jean-Jacques Marie: El trotskismo [amb Jaume Fuster]. Barcelona: Península, 1972.

Al català
- Italo Calvino: Palomar. Barcelona: Laia, 1985.
- Kurt Diemberger: Entre 0 i vuit mil metres. Barcelona: Nova Terra, 1975.
- Herman Melville: Moby Dick. Barcelona: Edicions 62, 1984. (Premi Literatura Catalana de la Generalitat 1985)
- Mary Rodgers: Quin dia tan bèstia. Barcelona: La Magrana, 1995.
- Robert Louis Stevenson: Les aventures de David Balfour. Barcelona: La Magrana, 1987.
- Anton Txékhov: L'estepa i altres narracions [amb Ricard Sanvicente]. Barcelona: Edicions 62, 1982.
- Mark Twain: Les aventures de Tom Sawyer. Barcelona: La Galera, 1982.
- Jules Verne: El castell dels Carpats. Barcelona: Edicions 7x7, 1978; Barcelona: La Magrana, 1992.
- Virginia Woolf: Els anys. Barcelona: Nova Terra, 1973; Barcelona: Edhasa, 1988.
- Virginia Woolf: Orlando. Barcelona: Edhasa, 1985.
- Virginia Woolf: Les ones. Barcelona: Edhasa, 1989.
- Mary Shelley: Frankenstein o El Prometeu modern. Barcelona: Edicions de l'Eixample, 1993.

### Llibres reportatge
- Les Illes. Fotografia de Toni Catany. Barcelona: Publicacions de l'Abadia de Montserrat, 1975.

## Premis i reconeixements

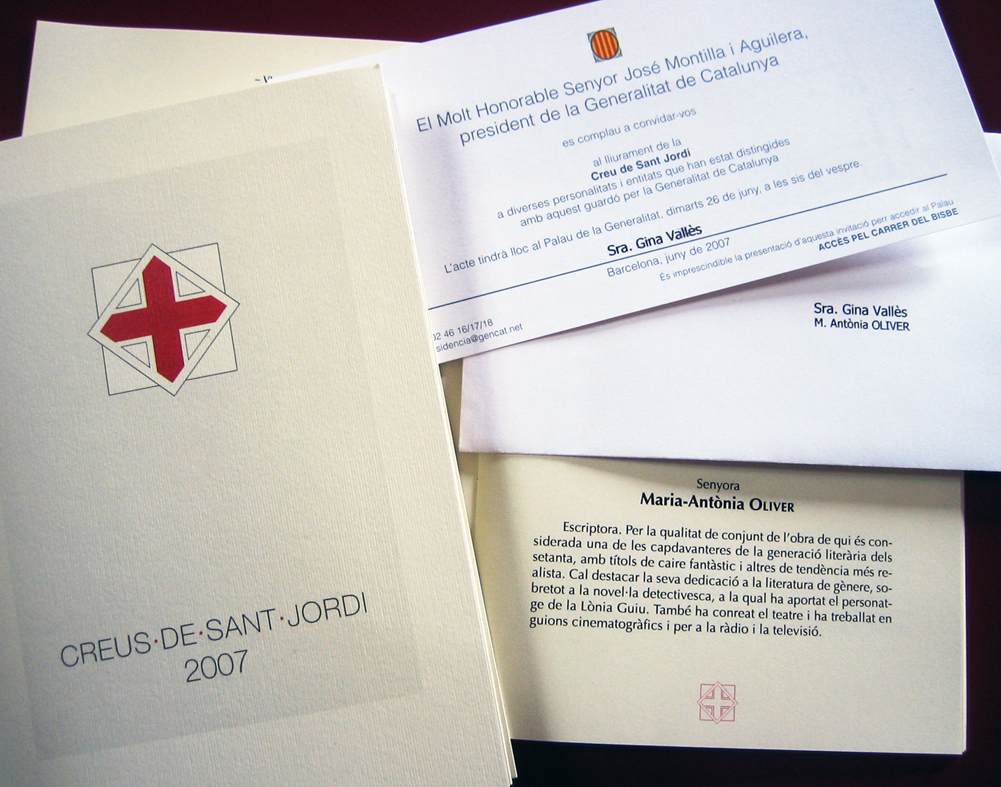
Vista de la Creu de Sant Jordi atorgada a l'autora el 2007 per la seva trajectòria com a escriptora

- Premi Recull-Francesc Puig i Llensa de narració (1971) per Muller qui cerca espill, les mans s'hi talla
- finalista del Premi Sant Jordi (1984) per Crineres de foc
- Premi de Literatura Catalana de la Generalitat de Catalunya (1985) per la seva traducció de Moby Dick
- Premis Literaris de Girona-Prudenci Bertrana (1991), per Joana E.
- Premi Ciutat de Palma-Llorenç Villalonga de novel·la (1994) per Amor de cans
- Premi Trajectòria de la Setmana del Llibre en Català (2001)
- Premi Ramon Llull del Govern Balear (2003)
- Premi Jaume Fuster dels Escriptors en Llengua Catalana (2004)
- Creu de Sant Jordi (2007), per la seva trajectòria com a escriptora[8]
- Premi d'Honor de les Lletres Catalanes (2016)[3]
- Medalla d'Honor i Gratitud de l'illa de Mallorca (2016)[cal citació]
- Medalla d'Or de la Comunitat Autònoma Illes Balears (2022), a títol pòstum[9]

## Estudis sobre l'autora
- Dari Escandell: Na Lònia Guiu de Maria-Antònia Oliver: la profanació d'un espai literari en català vedat a la dona, Universitat d'Alacant, 2008.
- Carles Cortés i Dari Escandell: Retrats. Maria Antònia Oliver. Barcelona: AELC, 2006.
- Isabel-Clara Simó: Maria-Antònia Oliver, una dona intel·ligent, Canigó (15/03/1980), p. 9-13.
- Oriol Pi de Cabanyes i Guillem-Jordi Graells: La generació literària dels 70. 25 escriptors nascuts entre 1939 i 1949, (1971), Barcelona: reed. Associació d'Escriptors en Llengua Catalana, 2004.
- Adolf Piquer i Àlex Martín: Catalana i criminal. La novel·la detectivesca del segle XX. Palma: Documenta Balear, 2006.
- "Maria-Antònia Oliver", a Margalida Pons i Catalina Sureda (ed.), (Des)aïllats: narrativa contemporània i insularitat a les Illes Balears. Barcelona: PAM, 2004.
- Joaquim Vilà i Folch: 'Negroni de Ginebra' de Maria-Antònia Oliver, a Serra d'Or. Barcelona, Any XXXIII, Núm. 384 (desembre 1991), p. 103.